# مالينا (مستوطنة خالية من السكان)
مالينا (بالصربية السيريلية: Малина) كانت تمثل مستوطنة خالية من السكان تقع بين بيليكا وتريبيني في الهرسك (جمهورية صرب البوسنة والهرسك، البوسنة والهرسك).

## الموقع
تعد مالينا الآن مكانًا غير مأهولاً يقع بالقرب من طريق بيليكا – تريبيني، في منطقة بيليك رودين. ولقد كانت مالينا تقع ضمن حدود بلدية زاجريشي في بدايات القرن العشرين. أما اليوم فتقع ضمن حدود قرية زودجيفتشي. وتقع مالينا في الوادي، وتحيط بها التلال من ثلاث جهات. وقد كان موقع هذه المستوطنة السابقة مخفيًا وملائمًا للعيش في العصور الماضية. ويحد مالينا من أعلى تل مالينسكا غاردينا بارتفاع 720 متر؛ حيث تقع مالينا في جنوب شرق مالينسكا غاردينا.
بالقرب من مالينا يقع مجرى نهر مالينسكي بوتوك. وينبع هذا النهر من تل مالينا، جنوب غرب زودجيفتشي. يتميز تدفق مالينسكي بوتوك بأنه ليس بالكبير، غير أنه في الوقت ذاته في الخريف يمتلك من القوة الكافية ما يجعله يحافظ على تحرك عجلات الطاحونة باستمرار. ولا يجف هذا المجرى خلال أوقات فصل الصيف. وبهذا يقوم سكان زودجيفتشي وسكروبوتنو بعمل أنابيب للتزود بالمياه من ينبوع مالينسكي بوتوك.

## الآثار القديمة
هناك العديد من الآثار القديمة المحفوظة في منطقة مالينا التي كانت في وقت سابق مستوطنة. ومن بينها، يوجد العديد من المعالم الأثرية بالقبور القديمة. وتكون على شكل مستطيلات وغالبًا ما تكون مزودة بالصور. تمثل الرقع التي تتواجد على آثار المقابر صور لأشخاص وحيوانات، وأهلّة، والبعض منها - أقواس وسهام. ومع ذلك، لا توجد نقوش محفوظة على هذه الآثار.
علاوةً على ذلك، يوجد بمالينا دعائم محفوظة وغيرها من بقايا المنازل القديمة. ويمثل هذا الموقع بالضبط مستوطنة مالينا القديمة والخالية من السكان. وفي هذا المكان كانت تسكن عائلات قبيلة ماليسفيتش. كذلك، تقع المستوطنة بالقرب من ينبوع مجرى نهر مالينسكي بوتوك. وفي مالينا لا تزال تتواجد الأحجار القديمة، والتي تمثل الحوائط الحدودية بين الأراضي. ويوضح اسم التل مالينسكا غرادينا أنه في هذا المكان كان يوجد «غاردينا» (بقايا قلعة قديمة). بين موقعي مالينا وبريسلو، يتواجد مكان يُسمى جوميلا (مصطلح صربي يشير إلى جثوات المقابر). وفي هذا الموقع يتواجد القليل من جثوات المقابر التي يرجع تاريخها إلى ما قبل التاريخ.

## نبذة عن تاريخ المستوطنة
ورد ذكر مالينا في التعداد السكاني لـ الهرسك المؤرخ في عام 1475/77. وفي هذا المصدر، ورد ذكر مالينا جنبًا إلى جنب مع سكروبوتنو («سكروبوندا») المجاورة بوصفها مستوطنة راعي الشتاء. فيرجع تاريخ تواجد زعيم جماعة الرعاة (دزيمات) بمالينا وغيرها من المستوطنات القريبة إلى عام 1475/77. رادان بن نوفاك. وتضم هذه الجماعة 25 منزلاً بالإضافة إلى ثلاثة منازل لرجال غير متزوجين في ذلك الوقت. وتمركزت مستوطنتهم الصيفية في كوروشيكا. وفي الفترة من 1475/77، كانت مالينا منتمية من الناحية الإدارية إلى ناهيا رودين.
تعد مالينا المنشأ الأصلي لقبيلة ماليسيفتش. وبدأ بعض أفراد هذه القبيلة الهجرة من هذه المستوطنة خلال القرن الخامس عشر. ويُذكر أن قرية سكروبوتنو تمثل أحد فروع هذه القبيلة في القرن الخامس عشر. ومن غير المعروف، ما إذا عاشت أيِ من هذه العائلات يومًا في مالينا، فضلًا عن الأسر المنحدرة من قبيلة ماليسيفتش.

## وصلات خارجية
- Maleševci Internet Presentation

‌